# Beata Vergine Maria del Monte Carmelo a Mostacciano
Beata Vergine Maria del Monte Carmelo a Mostacciano (lat.: [Ecclesia] Beatae Mariae Virginis de Monte Carmelo in Mostacciano; deutsch: [Kirche] Unserer Lieben Frau vom Berge Karmel in Mostacciano) ist eine Titelkirche in Rom-Torrino.
Die Kirche wurde auf Initiative von Papst Johannes Paul II. durch den Architekten Giuseppe Spina geplant und am 4. Oktober 1988 geweiht sowie der Ordensgemeinschaft der Karmeliten übergeben. Am 28. Juni 1988 wurde sie zur Titelkirche der römisch-katholischen Kirche erhoben. Das Patrozinium  wird am Fest Unserer Liebe Frau auf dem Berge Karmel begangen.
Die Pfarrgemeinde wurde bereits 1974 nach dem Dekret Quo uberius durch Kardinalvikar Ugo Poletti errichtet.

## Kardinalpriester
- John Baptist Wu Cheng-chung (1988–2002)
- Anthony Olubunmi Okogie, seit 21. Oktober 2003